# Hotel Føroyar
Hotel Føroyar je čtyřhvězdičkový hotel nad hlavním městem Faerských ostrovů Tórshavnem. Společně s hotelem Hafnia je to jediný čtyřhvězdičkový hotel na ostrovech. Zároveň je to největší a nejmodernější hotel v zemi. Byl založen roku 1983 pod názvem Hotel Borg. Design hotelu zařídili dánští architekti firmy Friis & Moltke. Součástí hotelu je i prvotřídní restaurace Glasstovan.
- Rok založení: 1983
- Adresa: Oyggjarvegur 45, Tórshavn, FO 110
- Počet lůžek: 216